# Пташині збори
«Пташині збори» (англ. The Conference of Birds) — п'ята книга серії про дивних дітей американського письменника Ренсома Ріґґза. Твір опублікований видавництвом «Dutton Books» у 2020 році.

## Сюжет
Останній заповіт Джейкобового дідуся виявився химерним і небезпечним. Хоча хлопцеві не звикати до… дивного. Тепер він має нову місію: знайти Нур. Вона — ще одна дивна, на яку вже почали полювати. Про неї йшлося у давньому пророцтві. Від того, чи залишиться Нур живою, залежить існування всього світу. Незважаючи те що підказок надто мало, Джейкоб має передати Нур одному з наймогутніших і найзагадковіших колишніх партнерів свого діда. Однак той, кого шукає Джейкоб, не хоче, щоб його знайшли…

## Переклади українською
- Ренсом Ріґґз. Дім дивних дітей.

Переклад з англійської: Володимир Горбатько. — Харків : Книжковий клуб «Клуб сімейного дозвілля», 2012. — С. 432. — ISBN 978-966-14-3877-3.
- Ренсом Ріґґз. Місто порожніх. Втеча з дому дивних дітей.

Переклад з англійської: Олена Любенко. — Харків : Книжковий клуб «Клуб сімейного дозвілля», 2014. — С. 464. — ISBN 978-966-14-7674-4.
- Ренсом Ріґґз. Бібліотека душ. Немає виходу з дому дивних дітей.

Переклад з англійської: Олена Любенко. — Харків : Книжковий клуб «Клуб сімейного дозвілля», 2016. — С. 480. — ISBN 978-617-12-0839-1.
- Ренсом Ріґґз. Карта днів.

Переклад з англійської: Василь Чумак. — Харків : Книжковий клуб «Клуб сімейного дозвілля», 2019. — С. 512. — ISBN 978-617-12-6305-5.
- Ренсом Ріґґз. Пташині збори.

Переклад з англійської: Віра Кучменко. — Харків : Книжковий клуб «Клуб сімейного дозвілля», 2020. — С. 336. — ISBN 978-617-12-7674-1.
- На 23 лютого 2021 року анонсований вихід шостої й останньої книги серії під назвою The Desolations of Devil's Acre

Перекладачка книжки «Пташині збори» Віра Кучменко каже, що сама була захоплена світом, створеним Ренсом Ріґґзом та нетерпляче чекала на продовження сюжету.